# Standing Hampton
《Standing Hampton》은 1982년 1월 6일, 게펀 레코드에 의해 발매된 미국의 록 보컬리스트 새미 헤이거의 여섯 번째 스튜디오 음반이다. 캐피틀 레코드에서 게펀으로 옮긴 후 첫 번째 음반이다. 미국 음반 산업 협회 인증을 획득한 그의 첫 번째 음반으로, 결국 플래티넘에 올랐고, 싱글 중 5개가 주류 록 또는 팝 싱글 차트에 올랐다.
이 음반의 영국 버전은 45rpm의 보너스 인터뷰를 통해 공개되었는데, 이는 새미 헤이거와의 대화 (게펀 XPS 133)라는 이름이다.

## 제목 및 커버 아트
헤이거는 원래 이 음반을 《One Way To Rock》이라고 부를 예정이라고 말했다. 그에게 제목이 된 용어를 알려준 것은 영국 팬이었다. 코크니 운율이 있는 은어에서 "Hampton"은 음경(햄튼 윅은 "딕"과 운율을 맞춘다)의 대체어이다. "서 있는" 것은 발기에 대한 언급이다. 이것은 다양한 복장을 입은 여성에게 인사하는 신사를 보여주는 커버 아트로 이어졌다. 이너 슬리브의 라이너 노트에는 커버 그래픽이 벨기엘의 초현실주의 화가 폴 델보의 작품에서 영감을 받았다고 나와 있다.

## 평가
| 전문가 평가   | 전문가 평가 |
| 평가 점수     | 평가 점수   |
| 출처          | 점수        |
| ------------- | ----------- |
| AllMusic      | [ 5 ]       |
| Record Mirror | [ 6 ]       |

《케랑!》의 평론가 단테 보누토는 음반의 오프닝 〈There's One Way to Rock〉(영국 판에서는 첫 번째 트랙이었다)을 칭찬하고 음반의 나머지 곡들이 에너지와 독창성에 필적할 수 없다고 불평했다.

## 곡 목록
모든 곡들은 특별한 언급이 없는 한 새미 헤이거에 의해 작사/작곡하였다.
| #   | 제목                             | 작사·작곡                | 재생 시간 |
| --- | -------------------------------- | ------------------------ | --------- |
| 1.  | 〈I'll Fall in Love Again〉      |                          | 4:15      |
| 2.  | 〈There's Only One Way to Rock〉 |                          | 4:15      |
| 3.  | 〈Baby's on Fire〉               |                          | 3:34      |
| 4.  | 〈Can't Get Loose〉              |                          | 5:39      |
| 5.  | 〈Heavy Metal〉                  | 헤이거, 짐 피터릭        | 3:51      |
| 6.  | 〈Baby, It's You〉               |                          | 4:46      |
| 7.  | 〈Surrender〉                    | 채스 샌드포드            | 3:15      |
| 8.  | 〈Inside Lookin' In〉            |                          | 4:26      |
| 9.  | 〈Sweet Hitchhiker〉             | 헤이거, 데이비드 라우저  | 4:10      |
| 10. | 〈Piece of My Heart〉            | 버트 번스, 제리 라고보이 | 3:55      |

## 인증
| 국가                       | 인증     | 판매량/출하량 |
| -------------------------- | -------- | ------------- |
| 미국 (RIAA)                | 플래티넘 | 1,000,000^    |
| ^출하량을 기반으로 한 인증 |          |               |